# Siqueira Campos (ort)
Siqueira Campos är en ort i Brasilien.   Den ligger i kommunen Siqueira Campos och delstaten Paraná, i den södra delen av landet, 900 km söder om huvudstaden Brasília. Siqueira Campos ligger 622 meter över havet och antalet invånare är 13 866.
Terrängen runt Siqueira Campos är varierad. Det finns inga andra samhällen i närheten.
Omgivningarna runt Siqueira Campos är huvudsakligen savann. Runt Siqueira Campos är det ganska glesbefolkat, med 48 invånare per kvadratkilometer.